# 埃卢瓦 (贝尔福地区省)
埃卢瓦（法語：Éloie，法語發音：[elwa]）是法国勃艮第-弗朗什-孔泰大区贝尔福地区省的一个市镇，位于该省中北部，属于贝尔福区。

## 地理
埃卢瓦（47°41'26"N, 6°52'25"E）面积5.55 平方千米，位于法国勃艮第-弗朗什-孔泰大區贝尔福地区省，该省份为法国东北部内陆省份，东临上莱茵省，北起孚日省，西接上索恩省，南与杜省和瑞士接壤。
与埃卢瓦接壤的市镇（或旧市镇、城区）包括：格罗马尼、昂茹泰、绍村、奥夫蒙、罗普、塞马马尼、瓦尔杜瓦、韦特里涅。

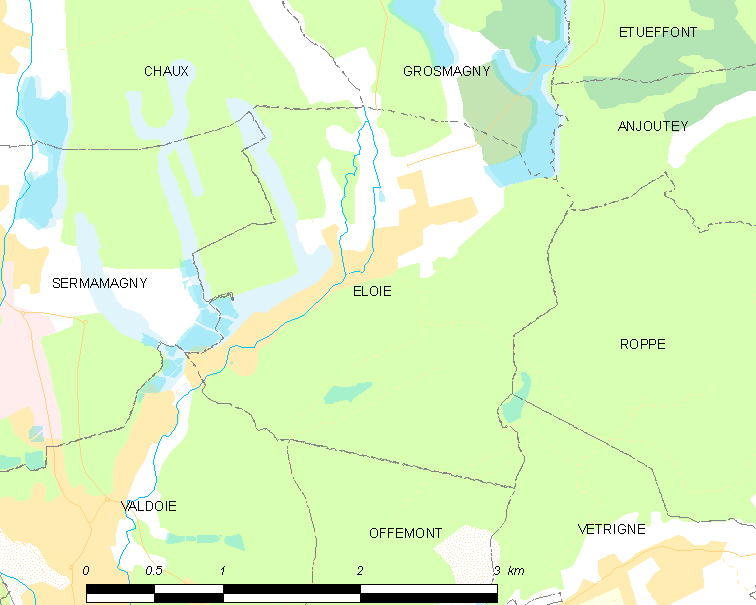
的OSM定位图

埃卢瓦的时区为UTC+01:00、UTC+02:00（夏令时）。

## 行政
埃卢瓦的邮政编码为90300，INSEE市镇编码为90037。

## 政治
埃卢瓦所属的省级选区为瓦尔杜瓦县。

## 人口

1962-2008年间人口变化图示

埃卢瓦于2022年1月1日时的人口数量为954人。